# Jakub Moryń
Jakub Moryń (ur. 17 listopada 1996 w Płocku) – polski piłkarz ręczny, środkowy rozgrywający, od 2019 zawodnik Azotów-Puławy.

## Kariera sportowa
Wychowanek Wisły Płock, z którą w 2015 zdobył mistrzostwo Polski juniorów, a także został wybrany najlepszym zawodnikiem turnieju finałowego, który odbył się w Legnicy. W latach 2013–2016 występował w drugim zespole płockiego klubu, w tym w I lidze w sezonie 2015/2016. W okresie tym zadebiutował także w pierwszej drużynie Wisły – 17 kwietnia 2015 zagrał w meczu 1/4 finału play-off z Chrobrym Głogów (32:20), w którym rzucił jedną bramkę. Sezon 2014/2015 zakończył z trzema występami i trzema golami na swoim koncie w Superlidze.
W 2016 przeszedł do Mebli Wójcik Elbląg (na zasadzie wypożyczenia). W sezonie 2016/2017 rozegrał w najwyższej klasie rozgrywkowej 28 meczów i zdobył 74 gole. W sezonie 2017/2018 wystąpił w 30 spotkaniach, w których rzucił 150 bramek, zajmując 5. miejsce w klasyfikacji najlepszych strzelców po fazie zasadniczej. Nominowany został ponadto do nagród dla odkrycia i najlepszego środkowego rozgrywającego Superligi. W lipcu 2018 został zawodnikiem Zagłębia Lubin. W sezonie 2018/2019 rozegrał w jego barwach 36 meczów w lidze, w których zdobył 100 goli.
W lipcu 2019 został zawodnikiem Azotów-Puławy, z którymi podpisał czteroletni kontrakt.
W 2015 uczestniczył w mistrzostwach świata U-19 w Rosji, podczas których rozegrał siedem meczów i zdobył 11 goli. W 2016 wystąpił w mistrzostwach Europy U-20 w Danii, w których rzucił 12 bramek w siedmiu spotkaniach. W styczniu 2017 uczestniczył w turnieju kwalifikacyjnym do mistrzostw świata U-21. Regularnie występował również w reprezentacji Polski B.
W reprezentacji Polski zadebiutował 12 czerwca 2019 w meczu z Kosowem (23:23).

## Statystyki
| Wisła II Płock                  | 2013/2014 | II liga   | 15 | 49  | 3,3 |
| Wisła II Płock                  | 2014/2015 | II liga   | 22 | 71  | 3,2 |
| Wisła II Płock                  | 2015/2016 | I liga    | 25 | 65  | 2,6 |
| Wisła II Płock                  | Razem     | Razem     | 62 | 185 | 3   |
| Wisła Płock                     | 2014/2015 | Superliga | 3  | 3   | 1   |
|                                 |           |           |    |     |     |
| Meble Wójcik Elbląg             | 2016/2017 | Superliga | 28 | 74  | 2,6 |
| Meble Wójcik Elbląg             | 2017/2018 | Superliga | 30 | 150 | 5   |
| Meble Wójcik Elbląg             | Razem     | Razem     | 58 | 224 | 3,9 |
| Zagłębie Lubin                  | 2018/2019 | Superliga | 36 | 100 | 2,8 |
| Stan na koniec sezonu 2018/2019 |           |           |    |     |     |